# Ibolos
Els ibolos són un sub-grup ioruba que habita parts de l'estat d'Osun i de l'estat de Kwara. Viuen en poblacions com Okuku, Odo-Otin, Ijagbe, Erin Osun a l'estat d'Osun, i Offa, Erin ile, Ganmo i altres a l'estat de Kwara, sent les principals Offa i Okuku i a més Oyan. Tenen a l'est als igbomines.
Els ibolos són de religió cristiana i musulmana. Els ibolos cristians viuen en majoria a l'estat d'Osun, mentre que els musulmans viuen a l'estat de Kwara. Molts ibolos viuen també a Lagos que consideren la seva segona petita pàtria. Es dediquen a l'agricultura i el comerç.